# Селезнёва, Светлана Николаевна
Светла́на Никола́евна Селезнёва (род. 1969) — математик, доктор физико-математических наук, профессор кафедры математической кибернетики факультета ВМК МГУ.

## Биография
Окончила с золотой медалью математический класс средней школы № 25 города Житомира (1986), факультет вычислительной математики и кибернетики МГУ с отличием (1991), аспирантуру факультета ВМК (1997).
Защитила диссертацию «О свойствах полиномов над конечными полями и об алгоритмической сложности распознавания свойств функций многозначных логик, представленных полиномами» (научные руководители С. В. Яблонский, В. Б. Алексеев) на степень кандидата физико-математических наук (2000).
Защитила диссертацию «Полиномиальные представления дискретных функций» на степень доктора физико-математических наук (2016).
В Московском университете работает с 1998 года: младший научный сотрудник (1998—2002), научный сотрудник (2002—2003), старший преподаватель (2003—2008), доцент (2008—2019), профессор (с 2019) кафедры математической кибернетики факультета ВМК МГУ.
Область научных интересов: дискретная математика, математическая кибернетика, сложность алгоритмов, алгоритмическая сложность распознавания свойств конечнозначных функций, сложность полиномиальных представлений конечнозначных функций.
Основные результаты связаны с вопросами алгоритмической сложности распознавания свойств функций, заданных в некотором языке; полиномиальными заданиями дискретных функций и их свойствами; приближениями дискретных функций полиномами. Селезнёвой получены полиномиальные оценки сложности распознавания принадлежности функций многозначных логик, заданных полиномами, к пяти семействам предполных классов; исследованы структура и свойства инвариантных полиномов над конечными полями; найдены оценки сложности задания функций многозначных логик различными видами полиномов и их приближения полиномами с заданными точностями.
Автор 3-х книг и более 80 научных статей. Подготовила 2-х кандидатов наук.

## Из библиографии
- Задачи по курсу «Основы кибернетики» / Вороненко А. А., Алексеев В. Б., Ложкин С. А., Романов Д. С., Сапоженко А. А., Селезнёва С. Н. М.: Макс Пресс, 2002. 66 с.
  - 2-е изд. М.: МАКС Пресс, 2011. ISBN 978-5-89407-466-5, 978-5-317-03857-1, 72 с.